# Jack Richardson (producteur)
Pour les articles homonymes, voir Jack Richardson (homonymie) et Richardson.
Jack Arnold Richardson (23 juillet 1929 - 13 mai 2011) était un producteur de musique canadien et membre de l'Ordre du Canada. Richardson a produit des albums pour des artistes tels que The Guess Who, Alice Cooper, Bob Seger, Joe Beck, Max Webster ou encore Manowar,.

## Discographie sélective
Producteur
- 1968 : Michel Louvain - Souvenirs Exotiques
- 1970 : The Guess Who - Share the Land
- 1970 : The Guess Who - American Woman
- 1970 : Bonnie Dobson - Good Morning Rain
- 1971 : Alice Cooper - Love It to Death
- 1971 : Alice Cooper - Killer
- 1973 : Alice Cooper - Muscle of Love
- 1976 : Bob Seger - Night Moves
- 1976 : Michael Bolton - Everyday of My Life
- 1977 : Joe Beck - Watch the Time
- 1977 : Papa John Creach : Cat & the Fiddle
- 1977 : The Brecker Brothers : Dont Stop the Music
- 1977 : David Clayton-Thomas : Clayton
- 1978 : Dickey Betts : Atlanta's Burning Down
- 1980 : Max Webster : Universal Juveniles
- 1981 : Badfinger : Say No More
- 1984 : Manowar : Hail to England
- 1984 : Manowar : Sign of the Hammer